# ベルナルド・プロベンツァーノ

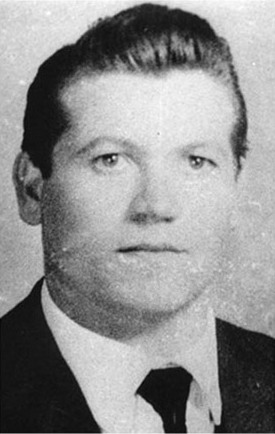
ベルナルド・プロヴェンツァーノ（1959年撮影）

ベルナルド・プロヴェンツァーノ（Bernardo Provenzano、1933年1月31日 - 2016年7月13日）はシチリアマフィアのボス。コルレオーネ出身。"Binnu u tratturi"（「トラクターのビンヌ」、敵を多数「なぎ倒した」ため）、財務に強かったことから｢会計士 "u ragioniere"｣の渾名で知られる。

## 概要
コルレオーネの農家に生まれたが、学校を中退して家族とともに農業を手伝った。しかし家畜や食料品の密売に手を染め、ルチアーノ・リッジョの組織に入ったとされる。仲間のサルヴァトーレ・リイナとは小さい頃から友人で川で鰻を取ったりして遊んでいたという。1958年のミケーレ・ナヴァーラ殺害直後の抗争事件で初めて逮捕される。1969年12月10日のラツィオ通りの虐殺では、リイナと共に実行犯の一人として、爆弾テロや関係者の暗殺により第一次マフィア戦争を引き起こしたミケーレ・カヴァタイオの殺害を実行した。この時に「トラクター」の渾名を得たという。
1974年のリッジョの逮捕後、リイナと共にコルレオーネシを指揮し、他のマフィアや政府関係者を暗殺して第二次マフィア戦争を引き起こした。しかし、リイナに比べると影が薄く、捜査当局の間では、逃亡中にリイナとの権力争いに破れ殺害されたという噂も一時期あった。実際、逮捕されるまで彼の写真は1959年に撮った上記の一枚など数枚が知られるのみであった（逮捕後の写真はこちら）。潜伏先からはピッツィーノと呼ばれる紙片にシーザー暗号で指示を書き、複数の人物を介して関係者に命令を送っていた。
1993年にリイナが逮捕された後は、レオルカ・バガレラらリイナの部下たちが逮捕されたこともあり、政府関係者の暗殺を多用したリイナの路線を改めて潜伏路線を図る。長い間逃亡生活を送っていたが、ピッツィーノの押収と解読により、2006年4月11日にコルレオーネの自宅で逮捕され、手錠をはめられる時に「取り返しの付かないことになることは承知だろうな」と警官に向かって言った。その後、殺人罪で終身刑の判決を受けた（逮捕前にすでに12回終身刑の判決を受けている）。この頃、当時絶対に負けないといわれていた大物政治家シルヴィオ・ベルルスコーニが選挙で負けた数時間後に、絶対捕まらないと言われたマフィアのプロヴェンツァーノが捕まり、この2人の関係が注目された。一説によると大物政治家が権力を失ったことで関係を持っていたマフィアを守れなくなったのではないかという説がある。
プロヴェンツァーノの逮捕後は、部下のマッテオ・メッシーナ・デナロ、サルヴァトーレ・ロ・ピッコロ、ドメニコ・ラックリアが後継として有力視されていたが、最終的にはロ・ピッコロがボスの座についた。
ロ・ピッコロは2007年11月5日に息子ら3人と共に逮捕された。ラックリアは本人不在のまま終身刑の判決を受けて2009年11月15日に逮捕され、デナロはラックリアと同様に欠席で終身刑の判決を受け、長い逃亡生活の末に2023年1月16日に逮捕され、同年9月25日に結腸癌のため死去した。
ANSA通信によると、2008年2月21日までにプロヴェンツァーノとロ・ピッコロの2人の財産1億5千万ユーロを国が没収したと言う（中日新聞、平成20年2月22日より）。ボスだった時代は合法・非合法を含め60億ドル規模のビジネスをしていたという。
2016年、入院先のミラノの病院で膀胱癌のため死去。パレルモ市当局により葬式は禁止され、遺体は火葬ののちに故郷のコルレオーネの家族の墓に密かに埋葬された。
2人の息子がおり、1人はドイツの大学で教職に就いているという。